# Uraeginthus cyanocephalus
L'astrilde testa blu (Uraeginthus cyanocephalus (Richmond, 1897)) è un uccello passeriforme della famiglia degli Estrildidi.

## Descrizione

### Dimensioni
Coi suoi 14 cm di lunghezza, rappresenta la specie di maggiori dimensioni del genere Uraeginthus.

### Aspetto

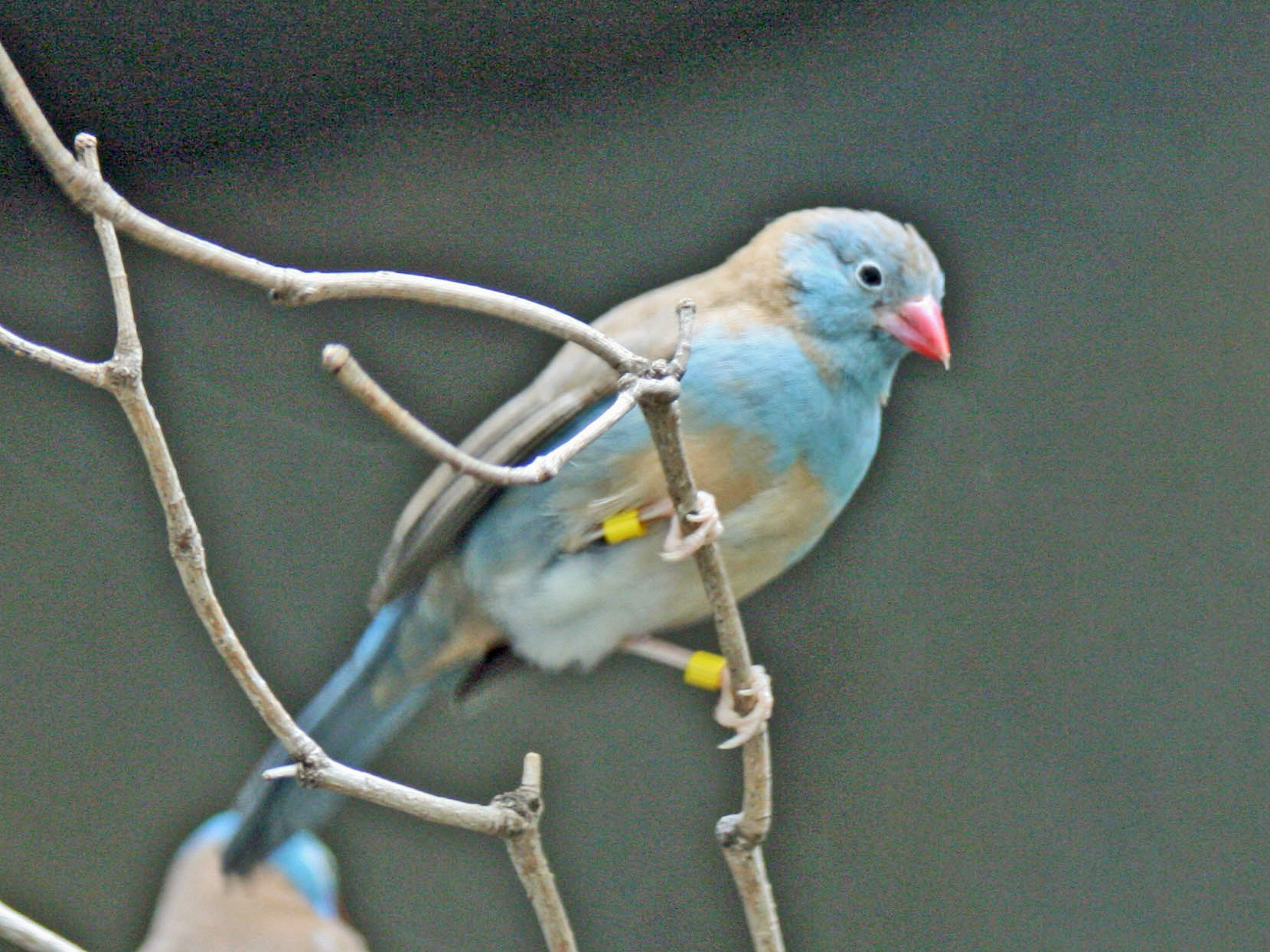
Una femmina in cattività.

Si tratta di uccelli dall'aspetto robusto, muniti di lunga coda rettangolare e becco conico e appuntito.
La colorazione è azzurra su testa (da cui sia il nome comune che il nome scientifico della specie), gola, petto, fianchi, codione e coda, mentre dorso, ali e ventre sono di colore bruno-grigiastro, col sottocoda di colore giallastro. Le femmine sono simili ai maschi, tuttavia esse presentano colorazione azzurra meno carica ed estesa, in particolare nella zona cefalica. In ambedue i sessi il becco è rosso-violaceo, più scuro in punta e sui margini, mentre le zampe sono di colore carnicino e gli occhi sono bruno-rossicci, con anello perioculare grigiastro.

## Biologia

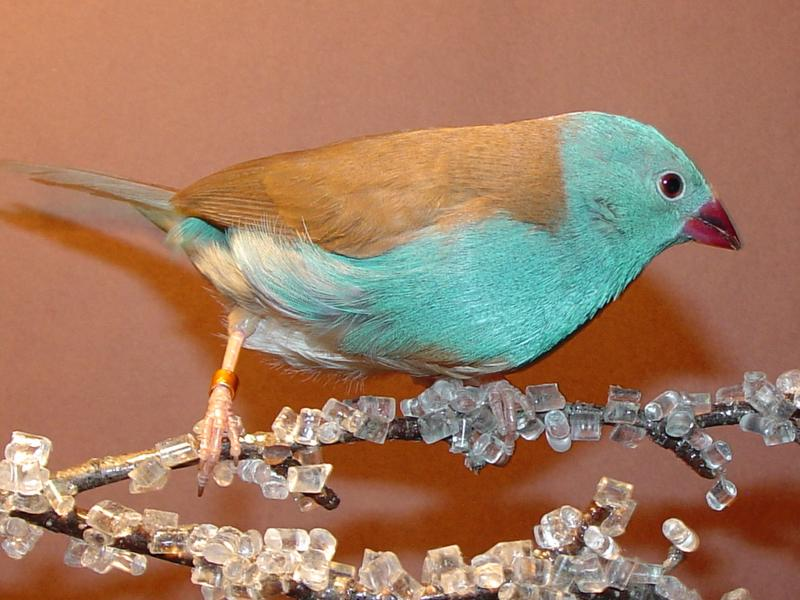
Un maschio.

Si tratta di uccelli dalle abitudini diurne, che vivono da soli o in coppie, occasionalmente in associazione con altre specie congeneri o affini (come l'amaranto del Senegal): essi passano la maggior parte del tempo alla ricerca di cibo fra la vegetazione o al suolo.

### Alimentazione

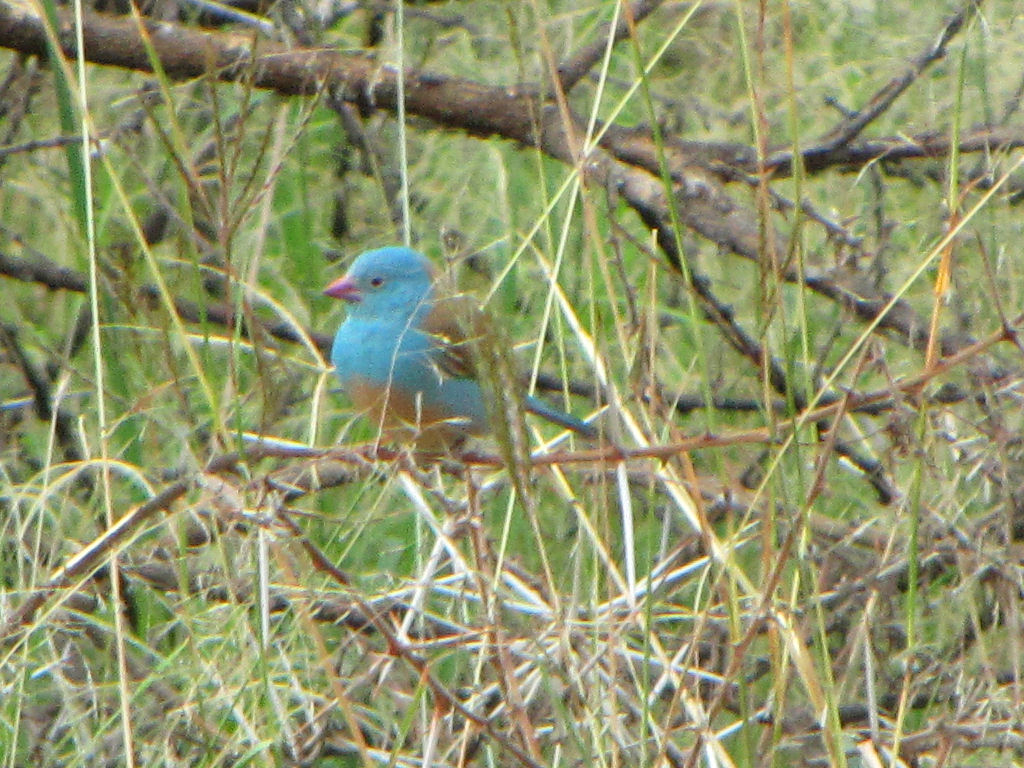
Un maschio nel cratere di Ngorongoro.

L'astrilde testa blu è un uccello prevalentemente granivoro, che si nutre perlopiù di piccoli semi di graminacee raccolti al suolo, integrando inoltre la propria dieta con piccoli insetti, bacche, frutta e germogli.

### Riproduzione
La stagione riproduttiva cade generalmente durante la seconda metà della stagione delle piogge: il maschio corteggia la femmina saltellandole attorno e cantando con un filo d'erba nel becco, fino a quando essa non acconsente all'accoppiamento accovacciandosi e spostando lateralmente la coda.

Ambo i partner collaborano alla costruzione del nido, che consiste in una struttura globosa fatta di steli d'erba e fibre vegetali intrecciate ed ubicata nel folto dei cespugli, a volte nei pressi di un nido di vespe per assicurare una maggiore protezione da eventuali predatori. Talvolta, questi uccelli si servono anche di nidi abbandonati da uccelli tessitori per deporvi le uova.

All'interno del nido la femmina depone 4-6 uova biancastre, che essa provvede a covare alternandosi col maschio per 13-14 giorni. I nidiacei, ciechi ed implumi alla schiusa, vengono accuditi da ambedue i genitori, e sono in grado d'involarsi attorno a 18-19 giorni di vita: tuttavia, essi tendono a rimanere nei pressi del nido per altre 2-3 settimane, prima di allontanarsene in maniera definitiva. Il piumaggio definitivo viene raggiunto attorno al terzo mese dalla schiusa.

## Distribuzione e habitat
L'astrilde testa blu è diffusa in Africa orientale, dove occupa un areale che va da Somalia ed Etiopia meridionali alla Tanzania settentrionale.
Il suo habitat è rappresentato dalle zone erbose con presenza di alberi sparsi e macchie cespugliose, fino a 2000 m d'altitudine.